# Meibomia hirta
Meibomia hirta là một loài thực vật có hoa trong họ Đậu. Loài này được (Guill. & Perr.) Kuntze mô tả khoa học đầu tiên năm 1891.